# 伊克拉姆·達赫里
伊克拉姆·達赫里（阿拉伯語：إكرام الظاهري，1997年1月7日—）是一名突尼西亞女子跆拳道運動員。她在2023年非洲運動會的49公斤級項目上獲得金牌。

## 運動生涯
她是2016年非洲跆拳道錦標賽的銅牌得主、2018年非洲跆拳道錦標賽的銀牌得主，以及2019年非洲運動會的銅牌得主。
她在達卡舉行的2021年非洲跆拳道錦標賽中獲得銅牌，贏得非洲跆拳道錦標賽的第三枚獎牌。
2023年，在阿必尚非洲跆拳道錦標賽中，她贏得49公斤級的銀牌，並在西班牙公開賽中贏得銅牌。她在2023年阿克拉非洲運動會中贏得49公斤以下組別金牌。她參加在巴庫舉行的2023年世界跆拳道錦標賽。
她在2024年8月7日的2024年夏季奧林匹克運動會中打入四分之一決賽，並輸給克羅埃西亞選手萊娜·斯托伊科維奇。